# Autoritratto (Renato Zero)
| Recensione | Giudizio |
| ---------- | -------- |
| Newsic.it  | 7/10     |

Autoritratto è il trentatreesimo album in studio di Renato Zero, pubblicato l'8 dicembre 2023.

## Descrizione
Il disco è il primo album di inediti pubblicato a distanza di tre anni dal triplo album Zerosettanta (2020) e circa un anno e otto mesi dal primo progetto editoriale Atto di fede, pubblicato ad aprile 2022.

Il 25 novembre 2023, Renato Zero dà il via sui suoi profili social un conto alla rovescia, a partire dal numero tredici, senza specificare inizialmente altro. Il primo dicembre, poi, a una settimana di distanza dalla data di scadenza del countdown, pubblica una storia sui profili social, nella quale rivela tre novità: l'uscita di un nuovo album, la serie di concerti evento in programma per il marzo del 2024, e la pubblicazione delle ristampe con nuova rimasterizzazione di 15 vinili, aventi come titolo della collana Mille e uno Zero composta da titoli non pubblicati da tempo e mai pubblicati su 33 giri.
Sono le attese a rendere la vita più saporita ed avvincente, ma non bisogna tradire l'eccitazione e lo stupore, lo stesso di quella prima volta, affinché quel bimbo che è in te riassapori la meraviglia di ricongiungersi alla favola, perché è ancora la purezza a regalarci longevità. E mentre mi racconto scopro di essere definitivamente tuo! 
Renato
La frase che ha accompagnato, nei tredici giorni, il countdown sui social del cantautore. Zero ne ha pubblicato ogni giorno il numero del conto alla rovescia, accompagnato da un pezzo di questa frase. 
L'album, intitolato Autoritratto, composto da tredici tracce, comprende 6 brani precedentemente presentati nella serie di concerti Zerosettanta al Circo Massimo (che hanno avuto luogo dal 23 settembre al primo ottobre del 2022), e nella tournée Zero a Zero svoltasi fra il marzo e l'aprile del 2023, ai quali si aggiungono 7 brani completamente inediti. L'album comprende inoltre il brano Non ti cambierei, presentato il 18 maggio del 2023 durante l'evento Al Bano - 4 Volte 20 e realizzato in occasione dell'ottantesimo compleanno del collega Al Bano. Questo brano venne poi pubblicato il successivo 9 giugno tramite download digitale dal sito internet ufficiale del cantante, devolvendone il ricavato in favore della popolazione colpita dall'alluvione dell'Emilia-Romagna del 2023.
Il disco è inoltre pubblicato in formato CD, in quattro edizioni diverse, ognuna con colorazione e copertina del booklet differente (rossa, gialla, verde, blu).
Successivamente al CD, l'album è stato ripubblicato il 22 dicembre 2023 nel formato LP. Nella prima settimana del 2024, nella nuova classifica Fimi chiamata "supporti fisici (vinili e compact disc)" Autoritratto si piazza al primo posto in classifica, tenendo appunto presente della somma delle vendite di entrambi i supporti fonografici, LP e CD.

## Dedica
L'album, come riporta lo stesso cantautore in conclusione al booklet contenuto nell'album, è dedicato alla Voce indispensabile di Claudia Arvati, corista e amica di Zero. Essa ha infatti fatto parte del coro dei Wacciuwari, presenti nei tour Zero il Folle in tour e Zerosettanta, prima della sua prematura scomparsa avvenuta il 27 dicembre del 2022.

## Tracce
L'album presenta collaborazioni, nei testi e nelle musiche, con firme nuove per il cantautore, come il maestro, arrangiatore e direttore d'orchestra Alterisio Paoletti, e con autori con cui Renato Zero ha collaborato già da anni, come Mariella Nava, Maurizio Fabrizio e Lorenzo Vizzini. Nel brano L'eco è presente inoltre la firma di Adriano Pennino, arrangiatore e direttore d'orchestra per il cantautore già da Zerosettanta. 
1. Quel bellissimo niente – 3:28 (Matteo Montalesi, Lorenzo Vizzini, Renatozero)
2. Eccoci qui – 5:21 (Renatozero, Alterisio Paoletti)
3. L'avventuriero – 4:09 (Lorenzo Vizzini, Renatozero, Lorenzo Vizzini)
4. Non ti cambierei – 3:42 (Renatozero, Alterisio Paoletti)
5. Fa che sia l'amore – 3:46 (Lorenzo Vizzini)
6. Zero a Zero – 4:08 (Mariella Nava)
7. Così tenace – 4:22 (Mariella Nava)
8. L'eco – 4:07 (Renatozero, Adriano Pennino)
9. La ferita – 3:22 (Renatozero, Alterisio Paoletti)
10. Cuori liberi – 3:36 (Lorenzo Vizzini, Renatozero, Lorenzo Vizzini)
11. Fortunato – 3:46 (Renatozero, Maurizio Fabrizio)
12. Vita – 3:32 (Lorenzo Vizzini)
13. Perennemente bianco – 3:31 (Renatozero, Alterisio Paoletti)

## Formazione

### Musicisti
- Renato Zero - voce
- Adriano Pennino, Alterisio Paoletti, Danilo Madonia  - tastiera, programmazione e pianoforte
- Lorenzo Poli - basso
- Lele Melotti - batteria
- Giorgio Cocilovo, Fabrizio “Bicio” Leo, Maurizio Fiordiliso - chitarra acustica ed elettrica
- Rosario Jermano - percussioni
- Bruno Giordana - sax

Budapest Art Orchestra diretta dal Maestro Andras Deak

### Coro
Gli arrangiamenti e la direzione del coro pop e di quello lirico sono a cura di Alterisio Paoletti.

#### Coro pop
- Silvia Aprile
- Serena Caporale
- Frankie Lovecchio
- Letizia Liberati
- Fabrizio Palma
- Michele Ranieri
- Zoe Ranno
- Riccardo Rinaudo

#### Coro lirico
- Soprani: Daniela Rosaria Barbara, Fabrizia Carbocci, Costanza Fontana, Marta Vulpi
- Contralti: Elisa Caldarazzo, Francesca Calò
- Tenori: Marco Santarelli, Francesco Toma, Alfio Vacanti
- Bassi: Alessio Masotti, Alessio Potestio, Massimo Simeoli

### Arrangiamenti e produzione musicale
- Adriano Pennino (per i brani Quel bellissimo niente, L'avventuriero, Zero a Zero, Così tenace, L'eco, Cuori liberi)
- Alterisio Paoletti (per i brani Eccoci qui, Non ti cambierei, La ferita, Vita, Perennemente bianco)
- Danilo Madonia (per i brani Fa che sia l'amore, Fortunato)

## Classifiche
| Classifica (2023) | Posizione massima |
| ----------------- | ----------------- |
| Italia            | 2                 |